# جيمس وونغ كيم مين
جيمس وونغ كيم مين هو شاعر وسياسي ماليزي، ولد في 6 أغسطس 1922 في ماليزيا، وتوفي في 18 يوليو 2011 في كوتشينغ في ماليزيا. حزبياً، نشط في Sarawak National Party ‏. وقد انتخب عضو ديوان الرعية ‏.